# Xystreurys liolepis
Xystreurys liolepis е вид лъчеперка от семейство Paralichthyidae. Видът не е застрашен от изчезване.

## Разпространение и местообитание
Разпространен е в Мексико и САЩ.
Среща се на дълбочина от 2 до 49 m, при температура на водата около 21,3 °C и соленост 34,2 ‰.

## Описание
На дължина достигат до 63,5 cm, а теглото им е не повече от 3990 g.